# Homalodotherium
Homalodotherium is een monotypisch geslacht van uitgestorven gehoefde zoogdieren die tijdens het vroege Mioceen inheems waren in Zuid-Amerika.

## Beschrijving
Homalodotherium was ongeveer 2 meter lang, woog tot 300 kg en had lange voorpoten met klauwen in plaats van hoeven. Ze wandelden op de voetzolen van hun achterpoten en op de tenen van hun voorpoten, waardoor het dier hoger was aan de schouders dan aan de heupen wanneer het op zijn vier poten liep. Het liep waarschijnlijk ten minste deeltijds op 2 poten, waardoor het boomtakken met zijn armen naar beneden kon trekken om de bladeren te eten. Meerdere andere prehistorische en nog levende dieren, zoals grondluiaards en de reuzenpanda, hebben deze manier van eten onafhankelijk ontwikkeld.